# Servon-sur-Vilaine
Servon-sur-Vilaine ist eine französische Gemeinde mit 4.032 Einwohnern (Stand: 1. Januar 2022) im Département Ille-et-Vilaine in der Region Bretagne; sie gehört zum Arrondissement Rennes und zum Kanton Châteaugiron. Die Einwohner werden Servonnais(es) genannt.

## Geographie
Der Ort liegt am Fluss Vilaine etwa 16 Kilometer östlich von Rennes. Umgeben wird Servon-sur-Vilaine von den Nachbargemeinden La Bouëxière im Norden, Châteaubourg im Osten, Domagné im Südosten, Noyal-sur-Vilaine im Süden und Südwesten, Brécé im Südwesten und Acigné im Westen.
Durch die Gemeinde führt die Route nationale 157 (die zur A81 aufgestuft werden soll). Der Bahnhof von Servon-sur-Vilaine liegt an der Bahnstrecke Paris–Brest.

## Bevölkerungsentwicklung
| Jahr      | 1962 | 1968 | 1975 | 1982 | 1990 | 1999 | 2006 | 2012 |
| Einwohner | 1311 | 1284 | 1503 | 1995 | 2494 | 2916 | 3341 | 3534 |

## Verkehr
Servon hat einen Haltepunkt an der Bahnstrecke Paris–Brest und wird im Regionalverkehr mit TER-Zügen bedient.

## Sehenswürdigkeiten
- Kirche Saint-Martin-de-Tours, neogotische Kirche, erbaut 1880 bis 1885 von Aristide Folie

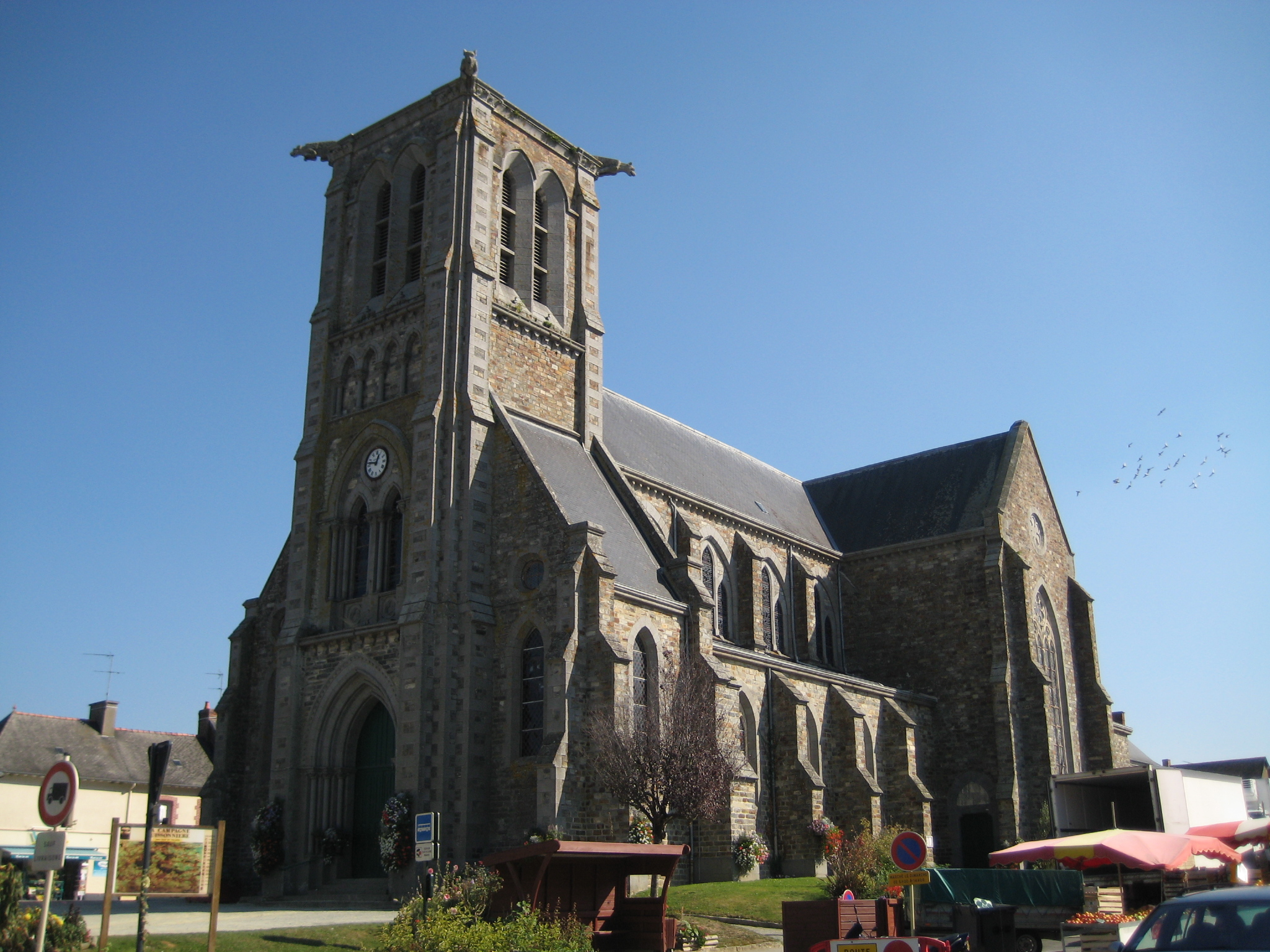
Kirche Saint-Martin-de-Tours

- Wallburg Tatoux
- Schloss Le Gué
- Ruinen der Mühle Le Gué
- Mühle Pas-Davy
- Kapelle am See

## Persönlichkeiten
- Louis Simonneaux (1916–2009), römisch-katholischer Geistlicher, Bischof von Versailles 1967–1988